# Седми конен полк
Седми конен полк е български кавалерийски полк, формиран през 1907 година и взел участие в Балканската (1912 – 1913) и Първата световна война (1915 – 1918).

## Формиране
Седми конен полк е формиран на 1 януари 1907 година в Сливен, съгласно указ №149 от 27 декември 1906 година, състои от три ескадрона и е подчинен на 2-ра конна бригада.

## Балкански войни (1912 – 1913)
През Балканска война (1912 – 1913) 7-и конен полк е в състава на 2-ра конна бригада от Конната дивизия и има 3 ескадрона. Бойният състав на полка се състои от 18 офицера, 1 чиновник и 495 подофицери и войници. Разполага с 458 яздитни коне, 60 впрегатни и 2 товарни. Към 4 ноември 1912 година щабът на полка и ескадроните е в Яйладжик.
Полкът има охранителни и разузнавателни функции в боя при Селиолу (9 октомври). Участва в боя при с. Кавакли (11 октомври) и в боя при гара Сейдлер (19 октомври). Към 16 октомври полкът е в състав: 17 офицери, 1 чиновник, 492 подофицери и войници, разполага с 520 коня, 30 обикновени коли и 2 товарни, въоръжен е с 400 пушки и карабини. В сражението при Люле Буграс – Бунар Хисар полкът има 3 ранени подофицери и войници, както и 1 убит и 3 ранени коне. Взема участие и в боя при Чорлу и Родосто (24, 25 и 28 октомври), в боя при Малгара (6 ноември), както и в боя при Хайдърлъ (14 – 15 ноември).
По време на Междусъюзническата война (1913) извършва охранителни и разузнавателни дейности в посоката Клисура-Власина – Сурдулица, в зоната Мали мост, Кушли гроб до линията Панджин гроб – Стрешер – Гарваница – Тумба – Богошево – Пробой. Взема участие в боя при поста Власина (23 юни), в атаката на Букова глава (24 юни). На 30 юни охранява и разузнава посоката Гръкляно – Горна мелия – Стрезимировци – Ярловци. В периода 1 – 16 юни охранява и разузнава в района на военните действия на частите на поста Кебапов, Горна и Долна Мелия – Стойчевци – Клисура – Букова глава – махала Рудина.

## Първа световна война (1915 – 1918)
В началото на Първата световна война (1915 – 1918) 7-и конен полк е на бивак в Пловдив, в състава на 12-а пехотна дивизия (22 септември 1915 – 5 януари 1916), след което в периода 19 януари – 1 май 1916 е в Ихтиман, а от 9 юли до 16 август 1916 в Търново, Битолско. От 17 август 1917 година полкът е в подчинение на 8-а пехотна тунджанска дивизия и участва в боевете при Лерин, Сакулево, Долно Върбени, Неокази, Баница и Горничево проведени от 17 до 19 август. От 7 до 12 септември наблюдава и отбранява участъка с. Пътеле – с. Нови град до с. Елевиш. Прикрива отстъплението на българските части към Крива река на 12 срещу 13 септември. Няколко дни по-късно (18 – 19 септември) наблюдава и охранява незаетото пространство между Лерин и Арменохор, а от 1 октомври до 17 ноември охранява теснините между Малик и Звезда.
За период от 7 месеца (20 ноември 1916 – 16 май 1917) 7-и конен полк е на позицията Томороз при с. Трапезица, където е в охрана и отбрана на участъка. По-късно е дислокиран в Ниш (16 май – 8 ноември), след което заминава на квартира в Гюмюрджина, където пристига на 12 ноември. От там на 23 септември 1918 година заминава през Одрин, София, Ниш и на 27 пристига в Куманово, за да вземе участие в прикриване и разузнаване при отстъплението при Градище.
На 19 декември 1920 година с указ №96 и в изпълнение на клаузите на Ньойския мирен договор е реорганизиран в 7-и жандармерийски конен полк, след което през 1922 година е реорганизиран в 7-а жандармерийска конна група. През 1923 година, по време на Деветоюнския преврат участва във въдворяването на реда в Котелско и Карнобатско, след което същата година участва в потушаването на Септемврийското въстание (23 – 26 септември 1923). На основание на строго поверителна заповед №226 от 20 декември 1927 е разформирован, като от личния и конния състав се формира Конно артилерийско отделение в Сливен.
През 1928 година в Сливен е издигнат паметник посветен на загиналите от 7-и конен полк „Орлето“ в Балканската, Междусъюзническата и Първата световна война.

## Наименования
През годините полкът носи различни имена според претърпените реорганизации:
- Седми конен полк (1 януари 1907 – 19 декември 1920)
- Седми жандармерийски конен полк (9 декември 1920 – 1922)
- Седма жандармерийска конна група (1922 – 20 декември 1927)

## Командири
Званията са към датата на заемане на длъжността.
| №   | звание       | име            | дати                                             |
| --- | ------------ | -------------- | ------------------------------------------------ |
| 1.  | Майор        | Стойчо Ковачев | 1 януари 1907 – 15 април 1910                    |
| 2.  | Подполковник | Стефан Николов | от 9 март 1909 (и по време на Балканската война) |
| 3.  | Подполковник | Ефтим Китанчев | 13 септември 1915 – 21 април 1918                |
| 4.  | Подполковник | Филип Трифонов | 1 май 1918 – 16 ноември 1918                     |
| 5.  | Подполковник | Максим Христов | от 22 октомври 1918                              |
| 6.  | Подполковник | Страти Гешев   | от 10 май 1919                                   |
| 7.  | Подполковник | Христо Цанев   | 7 януари 1920 – 1920                             |
| 8.  | Подполковник | Иван Стоянов   | 25 декември 1920 – 1922                          |
| 9.  | Майор        | Васил Попов    | 16 май 1922 – 17 септември 1922                  |
| 10. | Подполковник | Младен Филипов | от 18 септември 1922                             |
| 11. | Подполковник | Иван Стоянов   | от 17 октомври 1923                              |